# Алменд (містечко, Вісконсин)
Алменд (англ. Almond) — місто (англ. town) в США, в окрузі Портедж штату Вісконсин. Населення — 625 осіб (2020).

## Демографія
Згідно з переписом 2010 року, у місті мешкало 680 осіб у 264 домогосподарствах у складі 199 родин. Було 303 помешкання
Расовий склад населення:
| - 98,7 % — білих - 0,1 % — корінних американців |

До двох чи більше рас належало 0,9 %. Частка іспаномовних становила 2,9 % від усіх жителів.
За віковим діапазоном населення розподілялося таким чином: 23,8 % — особи молодші 18 років, 62,8 % — особи у віці 18—64 років, 13,4 % — особи у віці 65 років та старші. Медіана віку мешканця становила 43,1 року. На 100 осіб жіночої статі у місті припадало 109,2 чоловіків;  на 100 жінок у віці від 18 років та старших — 108,9 чоловіків також старших 18 років.
Середній дохід на одне домашнє господарство  становив 77 281 долар США (медіана — 55 972), а середній дохід на одну сім'ю — 90 363 долари (медіана — 63 750). Медіана доходів становила 37 411 долар для чоловіків та 37 361 долар для жінок. За межею бідності перебувало 3,6 % осіб, у тому числі 0,0 % дітей у віці до 18 років та 9,6 % осіб у віці 65 років та старших.
Цивільне працевлаштоване населення становило 370 осіб. Основні галузі зайнятості: освіта, охорона здоров'я та соціальна допомога — 20,0 %, виробництво — 16,8 %, сільське господарство, лісництво, риболовля — 16,5 %.